# Barranc del Grau (Toralla i Serradell)
El barranc del Grau, en alguns mapes torrent del Grau, és un barranc afluent del riu de Serradell que discorre íntegrament pel terme de Conca de Dalt, al Pallars Jussà, dins del seu antic terme de Toralla i Serradell.
Es forma a lo Grau, contrafort de llevant del Pic de Lleràs, al fons de la vall de Serradell. El primer tram discorre en direcció sud-est, fent la volta per ponent del Tossal de Perestau, fins que deixa al nord aquest tossal. Aleshores, canvia de direcció, i emprèn la nord-est, i va a buscar el fons de la vall, on s'ajunta amb la Llau del Cornàs per tal de formar el riu de Serradell, a ponent del poble de Serradell.